# Kong Christian IX Land
Kong Christian IX Land er et kystområde i det sydøstlige Grønland i Sermersooq Kommune, der vender ud mod Danmarksstrædet, og strækker sig gennem polarcirklen fra 65°N til 70°N. Kystområdet blev opkaldt i september 1884 af Gustav Frederik Holm, der navngav det efter den daværende regerende Kong Christian IX.